# Anil Virkar
Anil Vasudeo Virkar é um cientista e engenheiro de materiais americano, actualmente Professor emérito da Universidade de Utah. Ele é membro da ASM International.

## Publicações
- «Polarization Effects in Intermediate Temperature, Anode-Supported Solid Oxide Fuel Cells». Journal of the Electrochemical Society. 146. 69 páginas. 1999. doi:10.1149/1.1391566
- «The Tetragonal-Monoclinic Transformation in Zirconia: Lessons Learned and Future Trends». Journal of the American Ceramic Society. 92: 1901–1920. 2009. doi:10.1111/j.1551-2916.2009.03278.x